# Ludwig Gebhardt (Fußballspieler)
Ludwig Gebhardt (Lebensdaten unbekannt) war ein deutscher Fußballspieler, der mit der SpVgg Fürth 1920 das Finale um die Deutsche Meisterschaft erreichte.

## Karriere
Gebhardt kam in der Saison 1919/20 als Torhüter für die SpVgg Fürth in der vom Süddeutschen Fußball-Verband ausgetragenen Meisterschaft in der Kreisliga Nordbayern zum Einsatz. Obwohl er mit seiner Mannschaft in dieser als Zweitplatzierter hinter dem 1. FC Nürnberg abschloss, nahm er mit der SpVgg Fürth, als Titelverteidiger aus dem Jahr 1914, an der Endrunde um die Deutsche Meisterschaft teil. Er bestritt das am 16. Mai 1920 mit 7:0 gewonnene Viertelfinale gegen den VfTuR 1889 M.Gladbach, das am 30. Mai 1920 mit 4:0 gewonnene Halbfinale bei den Vereinigten Breslauer Sportfreunden sowie das am 13. Juni 1920 in Frankfurt am Main mit 0:2 verlorene Finale gegen den 1. FC Nürnberg.

## Erfolge
- Zweiter der Deutschen Meisterschaft 1920